# 広島県高等学校一覧
| 総数                        | 134校・2分校     |
| 国立                        | 4校              |
| 公立                        | 92校・1分校      |
| 私立                        | 40校・1分校      |
| 教育委員会所在地            | 〒730-8514       |
| 広島県広島市中区基町9番42号 |                  |
| 公式サイト                  | 広島県教育委員会 |

広島県高等学校一覧（ひろしまけんこうとうがっこういちらん）は、広島県の高等学校一覧。
全日制課程の存在しない高等学校については、定時制は「○○高等学校｛定時制｝」通信制は「○○高等学校｛通信制｝」定時制・通信制共に存在する場合は、定時制表記で記載する。

## 国立高等学校
- 広島大学附属高等学校
- 広島大学附属福山高等学校
- 呉工業高等専門学校
- 広島商船高等専門学校

## 公立高等学校
- 広島県立高校、呉市立高校、市立高校の定時制は全県1区なので基本的には県内どの高等学校にも受験可能。
- 広島市立高校の全日制は広島市域が学区。（一部学校の学科内コースは県内全域。）
- 福山市立高校の学区は、福山市、尾道市、三原市、府中市、神石郡の4市1郡。

### 広島市

#### 公立
- 広島県立安芸南高等学校
- 広島県立五日市高等学校
- 広島県立可部高等学校
- 広島県立祇園北高等学校
- 広島県立高陽高等学校
- 広島県立高陽東高等学校
- 広島県立広島井口高等学校
- 広島県立広島観音高等学校
- 広島県立広島国泰寺高等学校
- 広島県立広島皆実高等学校
- 広島県立安古市高等学校
- 広島県立安西高等学校
- 広島県立湯来南高等学校
- 広島県立広島工業高等学校
- 広島県立広島商業高等学校

#### 市立
- 広島市立広島中等教育学校 - 安佐北区。旧広島市立安佐北中学校・高等学校。
- 広島市立沼田高等学校 - 安佐南区
- 広島市立舟入高等学校 - 中区
- 広島市立美鈴が丘高等学校 - 佐伯区
- 広島市立基町高等学校 - 中区
- 広島市立広島工業高等学校 - 南区
- 広島市立広島商業高等学校 - 東区
- 広島市立広島みらい創生高等学校 - 中区

広島市※西区と安芸区には広島市立の高等学校はない。

### 福山市

#### 県立
- 広島県立芦品まなび学園高等学校
- 広島県立神辺高等学校
- 広島県立神辺旭高等学校
- 広島県立沼南高等学校
- 広島県立大門高等学校
- 広島県立戸手高等学校
- 広島県立東高等学校
- 広島県立福山葦陽高等学校
- 広島県立福山工業高等学校
- 広島県立福山商業高等学校
- 広島県立福山誠之館高等学校
- 広島県立福山明王台高等学校
- 広島県立松永高等学校

#### 市立
- 福山市立福山高等学校

### 呉市

#### 県立
- 広島県立呉三津田高等学校
- 広島県立呉宮原高等学校
- 広島県立広高等学校
- 広島県立呉工業高等学校
- 広島県立呉商業高等学校
- 広島県立音戸高等学校

#### 市立
- 呉市立呉高等学校

### 東広島市

#### 県立
- 広島県立賀茂高等学校
- 広島県立賀茂北高等学校 - 県外募集実施
- 広島県立黒瀬高等学校
- 広島県立河内高等学校
- 広島県立西条農業高等学校
- 広島県立豊田高等学校
- 広島県立広島高等学校 - 併設型中高一貫教育校

### 尾道市

#### 県立
- 広島県立尾道東高等学校
- 広島県立尾道北高等学校
- 広島県立尾道商業高等学校
- 広島県立御調高等学校 - 連携型中高一貫教育校
- 広島県立因島高等学校
- 広島県立瀬戸田高等学校

#### 市立
- 尾道市立広島県尾道南高等学校

### 廿日市市

#### 県立
- 広島県立廿日市高等学校
- 広島県立廿日市西高等学校
- 広島県立佐伯高等学校 - 県外募集実施
- 広島県立宮島工業高等学校

### 三原市

#### 県立
- 広島県立三原高等学校
- 広島県立三原東高等学校
- 広島県立総合技術高等学校

### 三次市

#### 県立
- 広島県立三次高等学校
- 広島県立三次青陵高等学校
- 広島県立日彰館高等学校

### 府中市

#### 県立
- 広島県立府中高等学校
- 広島県立府中東高等学校
- 広島県立上下高等学校 - 県外募集実施

### 庄原市

#### 県立
- 広島県立庄原格致高等学校
- 広島県立庄原実業高等学校
- 広島県立東城高等学校
- 広島県立西城紫水高等学校 - 県外募集実施

### 安芸高田市

#### 県立
- 広島県立吉田高等学校
- 広島県立向原高等学校

### 竹原市

#### 県立
- 広島県立竹原高等学校
- 広島県立忠海高等学校

### 大竹市

#### 県立
- 広島県立大竹高等学校

### 江田島市

#### 県立
- 広島県立大柿高等学校 - 県外募集実施

### 安芸郡

#### 県立
- 広島県立安芸府中高等学校
- 広島県立海田高等学校
- 広島県立熊野高等学校

### 山県郡

#### 県立
- 広島県立加計高等学校 - 県外募集実施
- 広島県立加計高等学校芸北分校 - 県外募集実施
- 広島県立千代田高等学校

### 豊田郡

#### 県立
- 広島県立大崎海星高等学校 - 県外募集実施
- 広島県立広島叡智学園高等学校 - 併設型中高一貫教育校

### 世羅郡

#### 県立
- 広島県立世羅高等学校

### 神石郡

#### 県立
- 広島県立油木高等学校

## 私立高等学校

### 広島市
- AICJ高等学校
- 広陵高等学校
- 山陽高等学校
- 広島学院高等学校
- 修道高等学校
- 広島城北高等学校
- 進徳女子高等学校
- 広島県瀬戸内高等学校
- 崇徳高等学校
- ノートルダム清心高等学校
- 比治山女子高等学校
- 並木学院高等学校｛通信制｝
- 広島工業大学高等学校
- 広島桜が丘高等学校
- 広島女学院高等学校
- 広島文教大学附属高等学校
- 安田女子高等学校
- 広島なぎさ高等学校
- 広島修道大学ひろしま協創高等学校

### 福山市
- 盈進高等学校
- 英数学館高等学校
- 近畿大学附属広島高等学校福山校
- 銀河学院高等学校
- 東林館高等学校｛通信制｝
- 並木学院福山高等学校｛通信制｝
- 福山暁の星女子高等学校

### 呉市
- 呉青山高等学校
- 呉港高等学校
- 清水ヶ丘高等学校

### 東広島市
- 武田高等学校
- 近畿大学附属広島高等学校東広島校

### 尾道市
- 尾道高等学校

### 廿日市市
- 山陽女学園高等部

### 三原市
- 如水館高等学校
- 広島三育学院高等学校

### 安芸郡
- 広島国際学院高等学校
- 広島翔洋高等学校

### 山県郡
- 広島新庄高等学校